# Eliminatoria a la Eurocopa Sub-16 1993
La Eliminatoria a la Eurocopa Sub-16 1993 fue la fase previa que disputaron 32 selecciones infantiles de Europa para definir a los 15 clasificados a la fase final del tonreo a celebrarse en Turquía junto al país anfitrión.

## Fase de grupos

### Grupo 13
| País       | J | G | E | P | GF | GC | Pts |
| ---------- | - | - | - | - | -- | -- | --- |
| Polonia    | 4 | 4 | 0 | 0 | 10 | 0  | 8   |
| Gales      | 4 | 2 | 0 | 2 | 6  | 2  | 4   |
| San Marino | 4 | 0 | 0 | 4 | 0  | 14 | 0   |

| Equipo 1   | Resultado | Equipo 2   |
| ---------- | --------- | ---------- |
| San Marino | 0-2       | Polonia    |
| Gales      | 0-1       | Polonia    |
| San Marino | 0-3       | Gales      |
| Polonia    | 1-0       | Gales      |
| Polonia    | 6-0       | San Marino |
| Gales      | 3-0       | San Marino |

### Grupo 15
| País         | J | G | E | P | GF | GC | Pts |
| ------------ | - | - | - | - | -- | -- | --- |
| Inglaterra   | 4 | 3 | 1 | 0 | 12 | 2  | 7   |
| Países Bajos | 4 | 2 | 1 | 1 | 8  | 5  | 5   |
| Suecia       | 4 | 0 | 0 | 4 | 1  | 14 | 0   |

| Equipo 1     | Resultado | Equipo 2     |
| ------------ | --------- | ------------ |
| Suecia       | 1-3       | Inglaterra   |
| Suecia       | 0-4       | Países Bajos |
| Países Bajos | 3-0       | Suecia       |
| Países Bajos | 1-1       | Inglaterra   |
| Inglaterra   | 4-0       | Países Bajos |
| Inglaterra   | 4-0       | Suecia       |

## Eliminación directa
| Equipo 1       | Agr.        | Equipo 2          | Ida | Vuelta |
| -------------- | ----------- | ----------------- | --- | ------ |
| Finlandia      | 0-4         | Irlanda           | 0-1 | 0-3    |
| Islandia       | 4-2         | Dinamarca         | 4-1 | 0-1    |
| Malta          | 0-7         | Francia           | 0-7 | 0-0    |
| Portugal       | 3-2         | Albania           | 3-1 | 0-1    |
| Grecia         | 6-2         | Chipre            | 6-1 | 0-1    |
| Bulgaria       | 1-3         | Rusia             | 0-1 | 1-2    |
| Hungría        | 3-0         | Rumania           | 2-0 | 1-0    |
| Noruega        | 2-3         | Bélgica           | 2-1 | 0-2    |
| Austria        | 1-1 (3-4 p) | Irlanda del Norte | 1-0 | 0-1    |
| Checoslovaquia | 1-0         | Israel            | 1-0 | 0-0    |
| Escocia        | 1-6         | Italia            | 0-2 | 1-4    |
| Suiza          | 6-2         | Luxemburgo        | 4-1 | 2-1    |
| Alemania       | 2-3         | España            | 1-0 | 1-3    |